# Roque Carrión Martínez
Roque Carrión Martínez, conegut com a Icare o Commandant Icare, (Cartagena, 14 de febrer de 1916 - Lanester, 6 de desembre de 1995) fou un militar exiliat espanyol, combatent durant la guerra civil espanyola i militant de la Resistència francesa a Bretanya.

## Biografia
El 1936 fou nomenat oficial de l'exèrcit de l'aire espanyol i lluità en la guerra civil espanyola defensant la Segona República. En acabar la guerra el 1939, va acompanyar la retirada de l'exèrcit republicà a França i fou internat als camps de concentració francesos de Gurs i Argelers fins que es va establir a An Oriant.
Durant l'ocupació alemanya de la Bretanya va treballar en la construcció de la base de submarins d'An Oriant, on hi va constituir una xarxa de sabotatges per a la resistència comunista. Poc després fou descobert i va fugir cap a Plouray, on va formar part del maquis de Ty-Glas amb el sobrenom Icare. El seu grup el 14 de juliol de 1944 es va constituir en la 2a Companyia del batalló Koenig i va lluitar tres setmanes contra els soldats alemanys al bosc de Kergrist-Moëlou, des d'on va alliberar Rostrenen i Pontivy.
Formà part de l'Associació d'Aviadors de la República (ADAR). Després de la guerra va treballar com a camioner i com a taxista. Va morir el 1995, uns mesos després de rebre la Legió d'Honor, i fou enterrat a Lanester.